# マルク・エルムレル
マルク・フリードリホヴィチ・エルムレル（ロシア語: Марк Фри́дрихович Э́рмлер, ラテン文字転写: Mark Fridrikhovich Ermler, 1932年5月5日 レニングラード - 2002年4月14日 ソウル）はロシアの指揮者。とりわけバレエ音楽の専門家として著名であった。

## 経歴
1932年、サンクトペテルブルク生まれ。父は映画監督のフリードリヒ・エルムレルである。 サンクトペテルブルク音楽院で指揮をボリス・ハイキンのクラスで学んだ。1952年にレニングラード・フィルハーモニー管弦楽団を指揮してデビューする。翌年、同じくサンクトペテルブルクでオペラ指揮者としてデビューしている。
1956年からボリショイ劇場の常任指揮者に迎えられ、以降長年にわたり指揮を続けた。1998年から2001年には同劇場の音楽監督と主任指揮者、美術監督を務めた。1964年からバレエの指揮もしている。1974年にロンドン劇場、1986年にロイヤル・オペラ・ハウスに出演した。1985年からはコヴェント・ガーデン王立歌劇場のバレエ指揮者も兼任し、1986年にはコヴェント・ガーデン王立歌劇場の日本公演に帯同して初来日し、《カルメン》を指揮。1989年にはボリショイ劇場と共に来日して《ボリス・ゴドゥノフ》を指揮した。1994年には、パリ・バスティーユ劇場に《ファウスト》で登場し、ヨーロッパ各地で演奏活動を展開した。1998年にはボリショイ劇場に戻り、2000年からはソウル・フィルハーモニー管弦楽団の首席指揮者に就任。
2002年4月にソウルでリハーサル中に倒れ、3日後に亡くなった。

## 音楽について
ウィーン国立歌劇場にはよくロシア物オペラで登場し、チャイコフスキーやストラヴィンスキーの「3大バレエ」を得意とした。コヴェント・ガーデン王立歌劇場管弦楽団を指揮して、チャイコフスキーのバレエ音楽全集の録音を残した。